# Domenico Pozzovivo

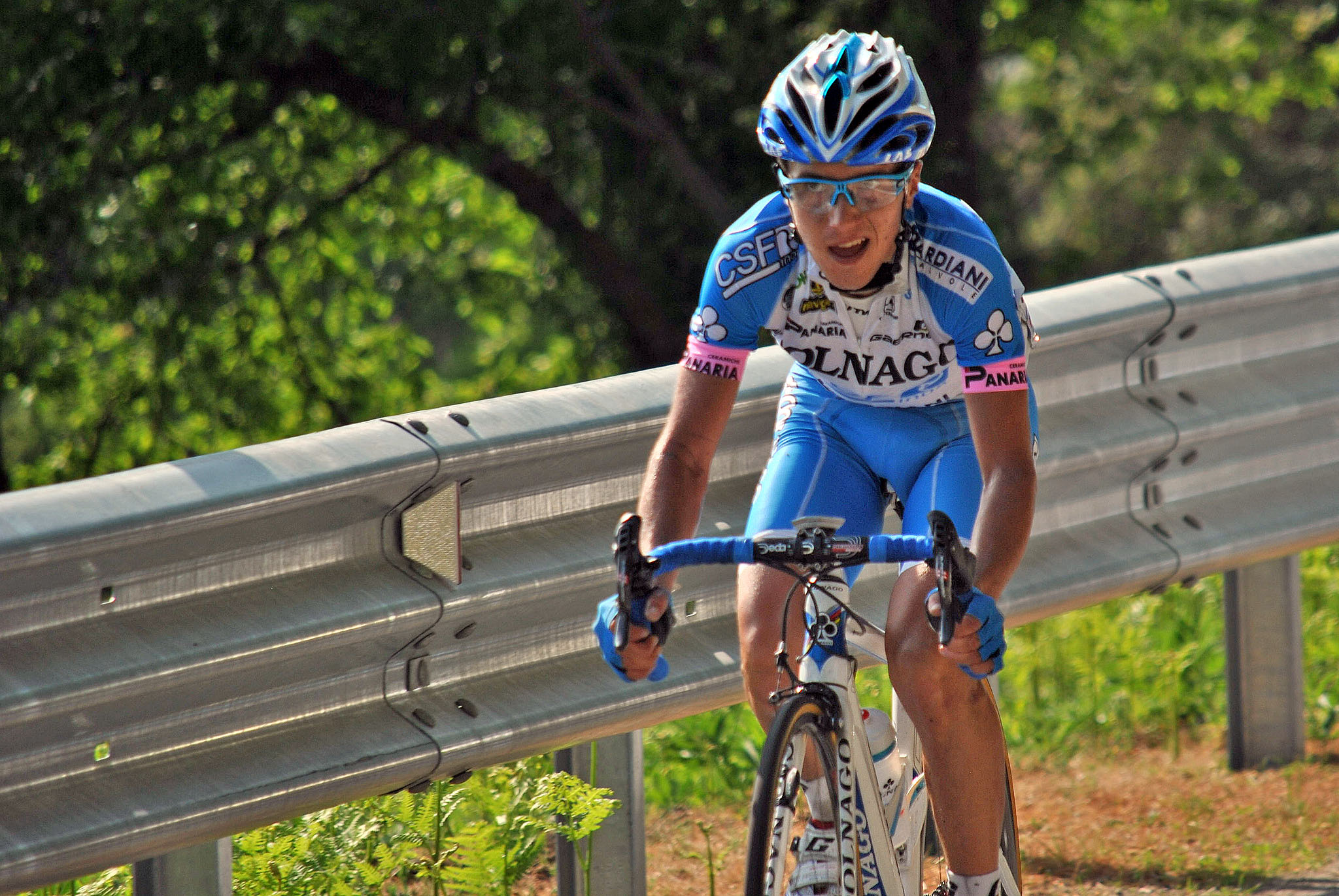
Domenico Pozzovivo

Domenico Pozzovivo (30 de novembro de 1982, Policoro) é um ciclista profissional italiano.